# Sabrina the Teenage Witch (serie animada de 1970)
Sabrina the Teenage Witch (titulada Sabrina and the Groovie Goolies o The Sabrina Comedy Hour y promocionada como The Sabrina the Teenage Witch Show o The Sabrina Comedy Show) es una serie de televisión animada estadounidense producida por Filmation que se emitió en CBS durante las mañanas de sábado desde 1970 hasta 1974. La serie también se transmitió en horario estelar como una serie sindicada. Basada en el cómic Sabrina the Teenage Witch de la editorial Archie Comics, fue un spin-off de The Archie Comedy Hour. La serie presentó nuevos episodios de Sabrina junto con los Groovie Goolies. La serie seguía a una bruja adolescente que le gusta pasar el rato y luchar contra enemigos usando sus poderes mágicos, sin dejar que sus amigos en Riverdale High lo descubran. Esta serie estaba dirigida principalmente a jóvenes de 6 a 14 años, y contenía una pista de risas grabadas de adultos. Luego de su primera temporada, la serie se redujo a media hora cuando los Goolies tuvieron en su propio programa.
La apertura del programa decía: "Érase una vez, tres brujas, que vivían en el pequeño pueblo de Riverdale. Dos tías, Hilda y Zelda, están eligiendo los ingredientes para crear una malvada bruja maliciosa. Pero de repente, Zelda tropezó justo en Hilda y accidentalmente añadió cosas hermosas para chicas como un ingrediente extra. Así nació la bruja adolescente más guapa. Ella tiene el cabello blanco con una diadema rosa y ojos azules. Lleva un vestido azul con un cinturón negro y zapatos negros. Le encanta divertirse y luchar contra las fuerzas malvadas usando sus poderes ultra mágicos. Da la casualidad de que es la primera superhéroe estadounidense hechizante: ¡Sabrina, la bruja adolescente!"
Filmation haría una animación sobre Sabrina una vez más en 1977 con The New Archie and Sabrina Hour.

## Lanzamiento en DVD
Genius Products lanzó la serie completa en DVD el 29 de abril de 2008 en la Región 1 con el título Sabrina the Teenage Witch – The Complete Animated Series
Recientemente, Universal Pictures lanzó un DVD titulado "Magical Antics", que contiene 10 de sus episodios.